# Zech Hochbau
Die ZECH Hochbau AG (bis 28. Oktober 2021: BAM Deutschland AG) ist ein in Stuttgart ansässiges Bauunternehmen, spezialisiert auf Schlüsselfertigbau. Seit 2021 gehört die ZECH Hochbau AG zu gleichen Teilen der Zech Group und der Gustav Zech Stiftung. Die ZECH Facility Management und ZECH Sports sind Tochterunternehmen der ZECH Hochbau AG.

## Geschichte
Am 1. Januar 2007 entstand das Unternehmen durch die Zusammenlegung der deutschen Schlüsselfertigbaubereiche der niederländischen Royal BAM Group mit Müller Altvatter Bauunternehmung GmbH & Co. KG, Stuttgart und Wayss & Freytag Schlüsselfertigbau AG, Frankfurt am Main. Das Unternehmen gehörte zum Royal BAM Group, dem größten Baukonzern in den Niederlanden und neuntgrößten Konzern in Europa. Es gab die Tochterunternehmen BAM Sports GmbH (Düsseldorf) und BAM Immobilien-Dienstleistungen GmbH (Stuttgart). Die zugehörige BAM Swiss AG (Basel) wurde im März 2021 an den Schweizer Baudienstleister Implenia verkauft.
2021 wurde BAM Deutschland zu gleichen Teilen an die Zech Group und Gustav Zech Stiftung verkauft.
Der Hauptsitz ist in Stuttgart, weitere Standorte sind Berlin, Dresden, Düsseldorf, Hamburg und Frankfurt am Main.

## Bauten

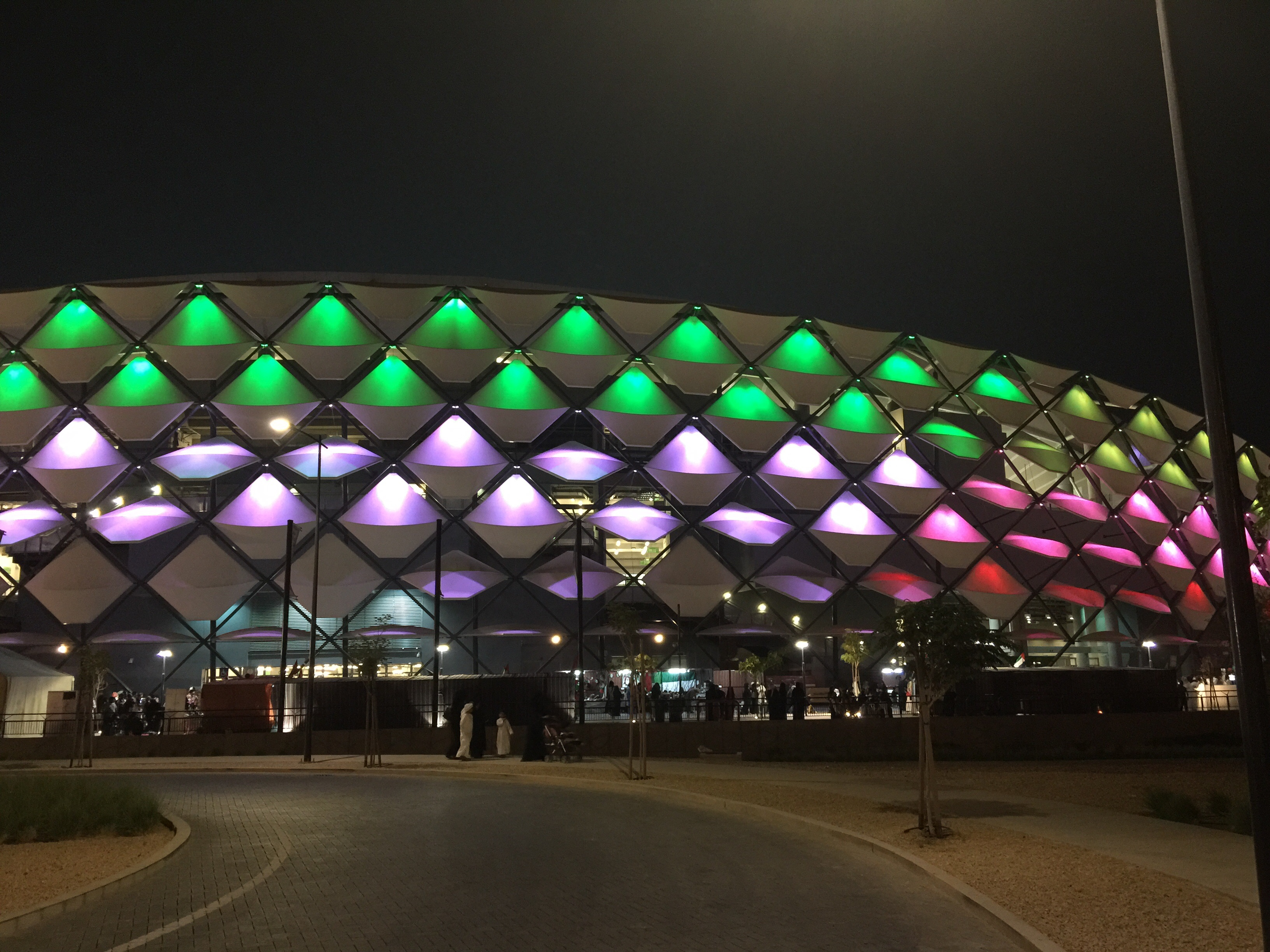
Hazza Bin Zayed Stadion

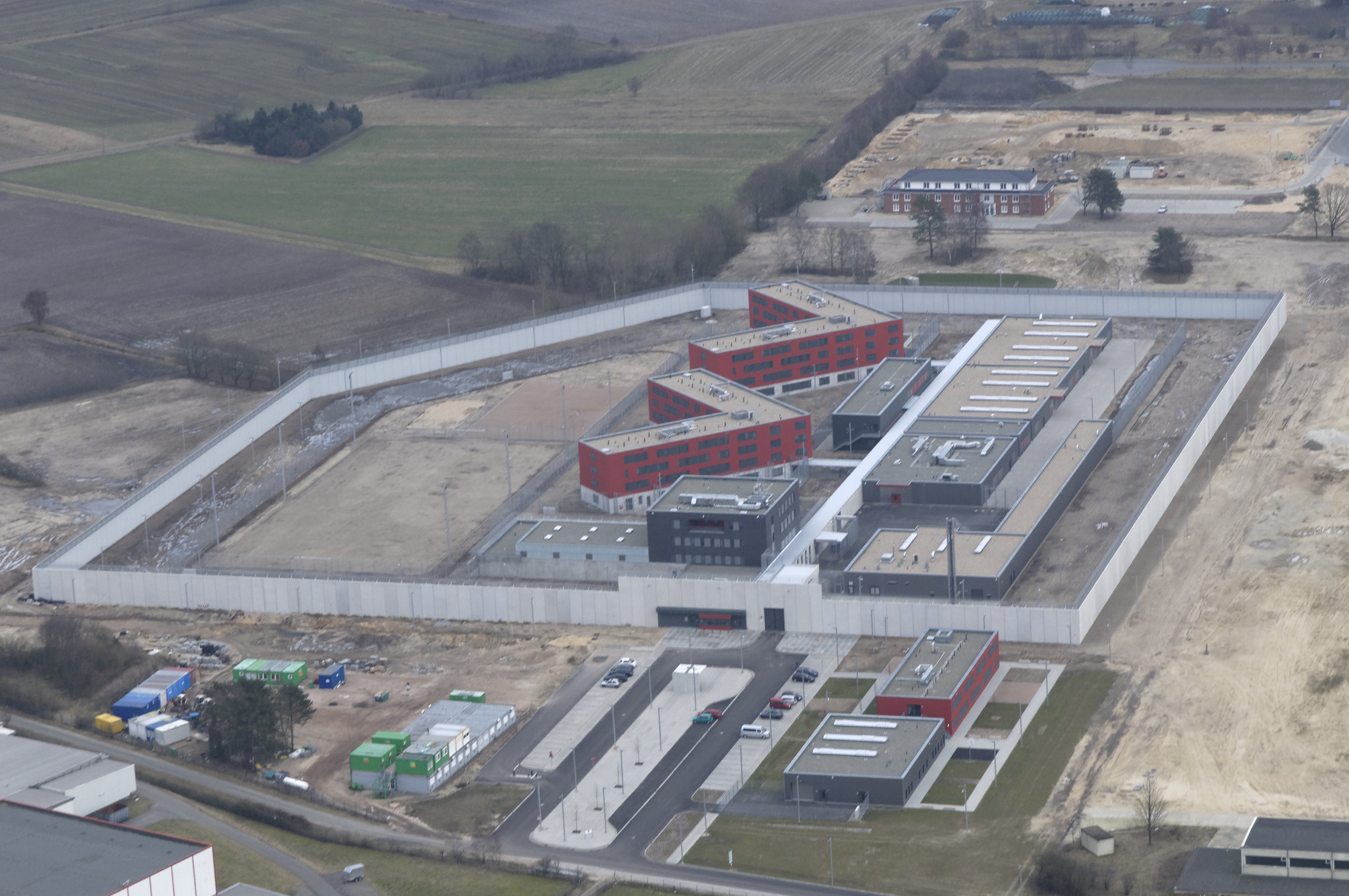
JVA Bremervörde

- Al Ain, Hazza Bin Zayed Stadium, Fertigstellung 2013[10]
- Arnheim, GelreDome, Fertigstellung 1998[11]
- Augsburg, WWK-Arena, Fertigstellung 2009[12]
- Berlin, Bundesministerium für Bildung und Forschung, Gebäude am Kappele-Ufer, Fertigstellung[13]
- Berlin, Mercedes-Benz Arena (Berlin), Fertigstellung 2008[14]
- Berlin, Spreeturm, Fertigstellung 2019[15]
- Berlin, Bundesministerium für Gesundheit, Fertigstellung 2022[16]
- Bremervörde, Justizvollzugsanstalt Bremervörde, Fertigstellung 2012[17]
- Dresden, Rudolf-Harbig-Stadion, Fertigstellung 2009[18]
- Dschidda, King Abdullah Sports City Stadium, Fertigstellung 2014[19]
- Frankfurt, Klinikum Frankfurt Höchst, Fertigstellung 2023[20]
- Johannesburg, FNB-Stadion, Fertigstellung 2010[21]
- Köln, Centrum für Integrierte Onkologie, Fertigstellung 2019[22]
- Leeds, First Direct Arena, Fertigstellung 2013[23]
- Mainz, Mewa Arena, Fertigstellung 2011[24]
- München, Frauenabteilung der Justizvollzugsanstalt München, Fertigstellung 2008[25]
- Port Elizabeth, Nelson-Mandela-Bay-Stadion, Fertigstellung 2009[26]
- Regensburg, Jahnstadion Regensburg (2015), Fertigstellung 2015[27]